# 教育評議会
教育評議会（きょういくひょうぎかい）は、1921年に公布された教育評議会官制（大正10年7月9日勅令第309号）に基づき文部省に設置され、文部大臣の監督のもとその諮詢に応じて教育に関する重要事項を調査審議することを所掌事務とした諮問機関。臨時教育委員会に代わり設置された。1924年4月に廃止。
単科大学設置、実業専門学校専攻科などの諮詢について審議を行った。

## 諮詢・答申内容

### 1921年度
1921年度は次の9件の諮詢を受け、二つに分けて審議された。
一
1. 京都府立医科大学設立認可ノ件 ⇒ 1921年9月20日に可決[5]。
2. 東京慈恵会医科大学設立認可ノ件 ⇒ 同上

二
- 1922年2月17日に次のとおり可決された[6]。

1. 東京高等工業学校、大阪高等工業学校、神戸高等商業学校ノ組織変更ノ件 ⇒ 次の条件を付して大学設置を可決。新設大学は各応用を主とする特色を発揮するよう努める事、専門学校卒業者に高等学校卒業者と同等の入学資格を認めること。
2. 東京及広島ニ文理科ヲ内容トスル単科大学ヲ設置スルコト ⇒ 次の条件を付して大学設置を可決。高等師範学校専攻科を文理科大学の組織に改め高師をその附属として存続する事、教育者のために必要な特殊の教育を施す事、高師卒業者に高等学校卒業者と同等の入学資格を認めること。
3. 専門学校ノ入学資格ヲ中学校第四学年修了程度ヲ四年トスルコト ⇒ 否決
4. 専門学校卒業者及之ニ準スヘキ者ニ学士号授与ノ件 ⇒ 否決
5. 官立専門学校卒業後特殊研究ヲナス者ノ為ニ専攻科（二年以内）ヲ設クルコト ⇒ 可決
6. 東京外国語学校ノ修業年限ヲ五年トスルコトニ関スル件 ⇒  五年を四年に修正して可決。
7. 官立歯科医学専門学校修業年限五箇年ヲ設置スル件[7] ⇒ 五年を四年に修正して可決。

### 1922年度
1922年度は次の9件が審議された。
1. 龍谷大学設立認可ノ件 ⇒ 1922年5月2日に可決[9]。
2. 大谷大学設立認可ノ件 ⇒ 同上
3. 立教大学設立認可ノ件 ⇒ 同上
4. 熊本医科大学設立認可ノ件 ⇒ 同上
5. 専修大学設立認可ノ件 ⇒ 同上
6. 立命館大学設立認可ノ件 ⇒ 1922年5月23日に可決[10]。
7. 関西大学設立認可ノ件 ⇒ 同上
8. 東洋協会大学設立認可ノ件 ⇒ 同上
9. 盲唖教育令ニ関スル件 ⇒ 1922年12月7日に原案通り可決[11]。

### 1923年度
1923年度は次の1件が審議された。
- 義務教育年限延長実施ニ関スル件 ⇒ 審議未了

## 構成委員等
※1921年7月9日任命
- 会長　岡野敬次郎 → 鎌田栄吉（1922.3.28[14]）→ 林博太郎（1922.9.16[15]）
- 委員

- 内田嘉吉
- 神野勝之助
- 小笠原長幹
- 上田萬年
- 荒木寅三郎

- 小橋一太
- 寺野精一
- 古在由直
- 澤柳政太郎
- 南弘

- 横田千之助
- 鎌田栄吉
- 関直彦
- 大河内正敏
- 田中隆三

- 三土忠造
- 吉植庄一郎
- 井上準之助
- 團琢磨
- 鵜澤總明

- 郷誠之助
- 樋口秀雄
- 平沼淑郎
- 和田豊治
- 麻生正蔵

- 幹事
  - 武部欽一 → 下村寿一（1922.9.16[15]）
  - 関屋龍吉 → 窪田治輔（1922.6.2[16]）
  - 沢田源一 → 赤間信義（1922.6.2[16]）

### 委員の追加・交代
- 横田千之助 → 馬場鍈一（1922.4.8[17]）
- 小笠原長幹 → 松平頼寿（1922.9.16[15]）
- 神野勝之助 → 西野元（1922.9.16[15]）
- 小橋一太 → 川村竹治（1922.9.16[15]）→ 堀田貢（1922.12.5[18]）→ 井上孝哉（1923.7.16[19]）
- 田中隆三 → 岡本英太郎（1922.9.16[15]）
- 吉植庄一郎 → 北里柴三郎（1922.9.16[15]）
- 赤司鷹一郎（1922.9.16[15]）
- 内田嘉吉 → 辞任（1922.10.14[20]）
- 江木千之（1922.10.14[20]）
- 和田彦次郎（1922.10.14[20]）
- 宮田光雄（1922.10.14[20]）
- 三宅米吉（1922.10.14[20]）
- 黒田清輝（1922.10.14[20]）
- 田所美治（1922.10.14[20]）
- 福原鐐二郎（1922.10.14[20]）
- 若尾璋八（1922.10.14[20]）
- 佐野善作（1923.7.16[19]）
- 野村益三（1923.7.16[19]）
- 林毅陸（1923.7.16[19]）
- 福原俊丸（1923.7.16[19]）